# Eriborus dorsalis
Eriborus dorsalis là một loài tò vò trong họ Ichneumonidae.